# Раба (посёлок)
Раба (нем. Raaba) — ярмарочная коммуна (нем. Marktgemeinde) в Австрии, в федеральной земле Штирия.
Входит в состав округа Грац.  Население составляет 2120 человек (на 31 декабря 2005 года). Занимает площадь 7,00 км². Официальный код  —  60635.

## Политическая ситуация
Бургомистр коммуны — Йозеф Гангль (СДПА) по результатам выборов 2005 года.
Совет представителей коммуны (нем. Gemeinderat) состоит из 15 мест.
- СДПА занимает 9 мест.
- АНП занимает 5 мест.
- Зелёные занимают 1 место.